# Дидилдіно
Диди́лдіно (рос. Дыдылдино) — присілок у складі Ленінського міського округу Московської області, Росія.

## Етимологія
Дослідники припускають, що назва походить від неканонічного імені Дидилда або ж від прізвища Дидилдін.

## Історія
1627 року згадується місцева церква Іллі Пророка. Все село в XVII та першій половині XVIII століття належало до Вознесенського жіночого монастиря.

## Населення
Населення — 147 осіб (2010; 111 у 2002).
Національний склад (станом на 2002 рік):
- росіяни — 91 %